# Andrew Ellicott Douglass
A. E. (Andrew Ellicott) Douglass, född 5 juli 1867 i Windsor, Vermont, död 20 mars 1962 i Tucson, Arizona, var en amerikansk astronom.
Douglass grundade forskningsfältet dendrokronologi, vilket är en dateringsmetod där åldern på trä kan bestämmas genom att analysera dess årsringar. Med hjälp av dessa kunskaper upptäckte han även en korrelation mellan trädens årsringar och solfläckscykeln.

## Eftermäle
Nedslagskratrarna Douglass på månen och Douglass på planeten Mars är uppkallade efter honom.
Även asteroiderna 2196 Ellicott och 15420 Aedouglass är uppkallade efter honom.

## Publikationer (urval)
Douglass, A.E.
(1944) “Tabulation of Dates for Bluff Ruin” Tree-Ring Bulletin Vol. 9, No. 2
(1941) “Age of Forestdale Ruins Excavated in 1939” Tree-Ring Bulletin Vol. 8, No. 2
(1940) “Tree-Ring Dates from the Forestdale Valley, East-Central Arizona” Tree-Ring Bulletin Vol.7, No. 2
(1921) “Dating Our Prehistoric Ruins: How Growth Rings in Timbers Aid in Establishing the Relative Ages in Ruined Pueblos of the Southwest” Natural History Vol. 21, No. 2